# Бубнівський ліс
Бу́бнівський ліс — лісовий заказник місцевого значення в Україні. Розташований за 1,5 км на північ від села Наркевичі (неподалік від села Бубнівка) Волочиського району Хмельницької області. 
Площа 130 га. Статус надано згідно з рішенням сесії обласної ради народних депутатів від 1.11.1996 року № 2 (розширення площі згідно з постановою від 25.12.1997 року № 5). Перебуває у віданні ДП «ХОСЛАП Хмельницьк-облагроліс». 
Статус надано з метою збереження лісового масиву в заплаві річки Мшанець. Охороняються насадження типових та екзотичних порід. Ліс зростає на торф'янистих ґрунтах. Основна формація граба звичайного (похідна) за участю дуба звичайного. Асоціації: дубово-грабова, ялицево-осокова, грабова зірочникова-осокова, грабова підмаренниково-осокова. Зростають поодинокі особини горіха сірого та чорного, сосни Веймутової. Особливу цінність становлять рідкісні види: лілія лісова, коручка чемерникоподібна, гніздівка звичайна, булатка великоквіткова, любка дволиста, підсніжник білосніжний, які занесені до Червоної книги України. Трапляються лікарські рослини: конвалія травнева, купина лікарська. Ліс є місцем оселення борсуків та різноманітних птахів: малинівка, дятел звичайний, зеленяк, вівчарик-ковалик, дрізд чорний, дрізд співочий. 
Заказник має наукове, лісогосподарське, природоохоронне значення, є осередком збереження біорізноманіття регіону.